# Желтоплечий чёрный трупиал
Желтоплечий чёрный трупиал (лат. Agelaius xanthomus) — вид птиц из семейства трупиаловых. Эндемик Пуэрто-Рико. Выделяют два подвида.

## Описание
Желтоплечий чёрный трупиал имеет блестящее чёрное оперение с небольшим жёлтым пятном вокруг плеч, очерченным белой каймой. Незрелые особи имеют более тусклую окраску и коричневое брюшко. Окраска оперения у самок и самцов не отличается. Самцы крупнее самок. Взрослые особи имеют размеры 20–23 см; в среднем самцы весят 41 г, а самки — 35 г. Самцы отличаются от самок длиной крыльев, которые у них в 1,1 раза крупнее и имеют среднюю длину 102 см, то время как крылья самок имеют среднюю длину 93,3 см.

## Среда обитания
Обитает на островах Мона и Монито, в районе военно-морской базы Рузвельт-Роудс на востоке Пуэрто-Рико и в сухих лесах и мангровых зарослях на юге Пуэрто-Рико.
Желтоплечие чёрные трупиалы являются немигрирующими птицами, но часть популяции перемещается из прибрежных районов во внутренние районы во время периода размножения.

## Рацион
Вид преимущественно насекомоядный.

## Популяция
Популяция данного вида уменьшается.